# Dick Farney
Farnésio Dutra e Silva, conhecido pelo nome artístico Dick Farney (Rio de Janeiro, 14 de novembro de 1921 — São Paulo, 4 de agosto de 1987), foi um cantor, pianista e compositor brasileiro.

## Vida
Começou a tocar piano ainda na infância, quando aprendia música erudita com o pai, enquanto a mãe lhe ensinava canto.
Em 1937, estreou como cantor no programa Hora Juvenil, na rádio Cruzeiro do Sul do Rio de Janeiro, quando interpretou a canção "Deep Purple", composta por Pete DeRose. Foi levado por César Ladeira para a Rádio Mayrink Veiga, passando a apresentar o programa Dick Farney, a Voz e o Piano. O conjunto Os Swing Maníacos, formado por Dick, tinha ao lado o irmão Cyll Farney, na bateria, e acompanhou Edu da Gaita na gravação da música "Canção da Índia", do compositor russo Nikolay Rimsky-Korsakov (1844–1908).
De 1941 a 1944, foi crooner da orquestra de Carlos Machado, no Cassino da Urca, no tempo em que o jogo era permitido no Brasil. Em 1946, foi convidado para ir para os Estados Unidos, depois do encontro com o arranjador Bill Hitchcock e o pianista Eddie Duchin, no Hotel Copacabana Palace. Nesse período, gravou o famoso tema jazzístico "Tenderly", considerado a primeira gravação mundial. Entre 1947 e 1948, fez várias apresentações na Rádio NBC, principalmente como cantor fixo no programa do comediante Milton Berle. Em 1948, apresentou-se com sucesso na boate carioca Vogue.
Em 1956, gravou ao vivo o show "Meia-Noite em Copacabana", bem ao estilo da Broadway, lançado pela gravadora Polydor, com temas americanos e brasileiros, que é considerado um marco para a Bossa Nova, devido à mistura de samba e jazz. Em 1959, era exibido o programa de TV Dick Farney Show, na TV Record de São Paulo. Em 1960, formou a banda Dick Farney e sua Orquestra, que animou muitos bailes. Em 1964, com o advento da Bossa Nova, gravou, a convite de Aloysio de Oliveira, pela gravadora Elenco, o disco Dick Farney (Elenco ME-15), com a participação especial de Norma Bengell na faixa solo "Vou Por Aí" (Baden Powell e Aloysio de Oliveira) e em dueto na faixa "Você" (Roberto Menescal e Ronaldo Bôscoli).
Em 1965, apresentou o programa Dick e Betty na recém-inaugurada TV Globo do Rio de Janeiro, ao lado de Betty Faria e Dick Farney. Ainda nesse ano, voltou a gravar o segundo disco pela Elenco o LP Dick Farney: Piano, Gaya: Orquestra. Entre 1977 e 1987, Gogô passou a ser seu pianista acompanhador.
Foi proprietário das boates Farney's e Farney's Inn, ambas em São Paulo. Em 1971, formou um trio com Sabá (contrabaixo) e Toninho Pinheiro (bateria). Entre 1973 e 1978, tocou piano e cantou na boate Chez Régine, também na capital paulista, onde morreria, vítima de um edema pulmonar, em 1987, aos 65 anos.

## Composições
- 1955: "Sonhando com Shearing"

Dick Farney (1960).

- 1956: "Farney´s blues", com o Dick Farney Trio

## Turnês
Apresentou-se nas cidades norte-americanas de Hollywood, Chicago e San Francisco, em Nova Iorque (Waldorf Astoria Hotel e Shell Burn Hotel), nos países Argentina, Uruguai, Cuba, República Dominicana, Porto Rico e ilhas do Caribe.

## Filmografia
| Ano  | Título                       | Personagem |
| ---- | ---------------------------- | ---------- |
| 1950 | Somos Dois                   | Doido      |
| 1952 | Carnaval Atlântida           | —          |
| 1953 | Perdidos do Amor             | Renato     |
| 1954 | Malandros em Quarta Dimensão | Cantor     |
| 1960 | Aí Vem a Alegria             | —          |

## Participação especial
Espetáculo dos 20 Anos de Bossa Nova, realizado em São Paulo, ao lado de Lúcio Alves, Nara Leão, Carlos Lyra e muitos outros.

## Discografia
- "The Music Stopped"/"Mairzy Doats", com a orquestra de Ferreira Filho, gravadora Continental (1944)
- What's New? (fox-trot), crooner do conjunto Milionários do Ritmo (1944)
- "San Fernando Valley"/"I Love You" (1944)
- I Don't Want to Ealk Without You (1944)
- "This Love of Mine"/"The Man I Love" (1945)
- "Copacabana"/"Barqueiro do Rio São Francisco", com acompanhamento de Eduardo Patané (1946)
- "Era Ela"/"Ela Foi Embora" (1946)
- "Just an Old Love of Mine" (Peggy Lee/Dave Barbour)/"For Once in my Life" (Fisher/Segal), com Paul Baron e sua Orquestra (1947)
- "Marina"/"Foi e não Voltou" (1947)
- "Gail in Galico"/"For Sentimental Reasons" (1947)
- "Ser ou não Ser"/"Um Cantinho e Você" (1948)
- "Meu Rio de Janeiro"/"A Saudade Mata a Gente" (1948)
- "Esquece"/"Somos Dois…" (1948)
- "Ponto Final"/"Olhos Tentadores" (1949)
- "Junto de Mim"/"Sempre teu" (1949)
- "Não Tem Solução"/"Lembrança do Passado", gravadora Sinter (1950)
- "Uma Loira"/"Meu Erro" (1951)
- "Canção do Vaqueiro"/"Nick Bar" (1951)
- "Mundo Distante"/"Não Sei a Razão" (1952)
- "Luar sobre a Guanabara"/"Fim de Romance" (1952)
- "Sem esse Céu"/"Alguém como Tu" (1952)
- "Perdido de Amor"/"Meu Sonho" (1953)
- "Nova Ilusão"/"João Sebastião Bach" (1953)
- "April in Paris"/"All the Things You Are" (1953)
- "Speak Low"/"You Keep Coming back like a Song" (1953)
- "Copacabana"/"My Melancholy Baby" (1954)
- "Tenderly"/"How soon', Majestic Records (1954)
- "Somebody Loves me"/"There's no Sweeter Word than Sweetheart" (1954)
- "Marina"/"For Once in your Life" (1954)
- "Grande Verdade"/"Você se Lembra?" (1954)
- "Outra Vez"/"Canção do Mar" (1954)
- "Tereza da Praia"/"Casinha Pequenina", junto com o cantor Lúcio Alves (1954)
- Música romântica com Dick Farney (1954)
- Sinfonia do Rio de Janeiro, disco de 10 polegadas (1954)
- A Saudade Mata a Gente (1955)
- "Foi Você"/"Tudo Isto é Amor" (1955)
- Dick Farney e seu Quinteto (1955)
- "Bem Querer"/"Sem Amor Nada se Tem" (1955)
- Dick Farney on Broadway (1955)
- "Jingle Bells"/"White Christmas"/"Feliz Natal" (1956)
- Jazz Festival (1956)
- Jazz after Midnight (1956)
- Meia-noite em Copacabana com Dick Farney (1956)
- Dick Farney Trio (1956)
- "Un Argentino en Brasil"/"Nem Fala meu Nome" (1957)
- "O Ranchinho e Você"/"Só Eu Sei" (1957)
- "Toada de Amor"/"O Luar e Eu…" (1957)
- "Este seu Olhar"/"Se É por Falta de Adeus" (1959)
- "Esquecendo Você"/"Amor sem Adeus" (1959)
- Atendendo a Pedidos (1959)
- Dick Farney em Canções para a Noite de meu Bem (1960)
- Dick Farney e seu jazz moderno no auditório de O Globo (1960)
- Dick Farney no Waldorf (1960)
- "Somos Dois"/"Uma Loura" (1961)
- Dick Farney Jazz (1961)
- Dick Farney Show (1961)
- Jam Session (1961)
- Dick Farney apresenta sua orquestra no auditório de O Globo, com participação especial de Leny Andrade (1962)
- Dick Farney, com participação especial de Norma Bengell (1964)
- Dick Farney, piano e Orquestra Gaya, com Lindolfo Gaya (1965)
- Penumbra e Romance (1972)
- Dick Farney (1973)
- Concerto de Jazz ao Vivo (1973)
- Dick Farney e Você (1974)
- Um Piano ao Cair da Tarde (1974)
- Um Piano ao Cair da Tarde II (1975)
- Dick Farney (1976)
- Tudo Isso É Amor, com a cantora Claudette Soares (1976)
- Cinco Anos de Jazz (1977)
- Dick Farney (1978)
- Tudo Isso É Amor II (1978)
- Dick Farney: o cantor, o pianista, o diretor de orquestra, série "Retrospecto", gravadora RGE (1979)
- Noite (1981)
- Feliz de Amor (1983)
- Momentos Inexplicáveis (1985)
- Dick Farney "ao vivo", gravado no restaurante-bar Inverno & Verão, em São Paulo (1986)

## Referência bibliográfica
- AZEVEDO, M. A. de (NIREZ) et al. Discografia brasileira em 78 rpm. Rio de Janeiro: Funarte, 1982.
- CARDOSO, Sylvio Tullio. Dicionário biográfico da música popular. Rio de Janeiro: Edição do autor, 1965.
- MARCONDES, Marcos Antônio. (ED). Enciclopédia da Música popular brasileira: erudita, folclórica e popular. 2. ed. São Paulo:  Art Editora/Publifolha, 1999.
- SEVERIANO, Jairo e MELLO, Zuza Homem de. A canção no tempo. Volume1. São Paulo: Editora: 34, 1999.
- VASCONCELLO, Ary. Panorama da Música Popular Brasileira - volume 2. Rio de Janeiro: Martins, 1965.